# Município de Jefferson (condado de Logan, Ohio)
O município de Jefferson (em inglês: Jefferson Township) é um município localizado no condado de Logan no estado estadounidense de Ohio. No ano de 2010 tinha uma população de 2.912 habitantes e uma densidade populacional de 29,8 pessoas por km².

## Geografia
O município de Jefferson encontra-se localizado nas coordenadas 40° 21′ 59″ N, 83° 40′ 10″ O. Segundo o Departamento do Censo dos Estados Unidos, o município tem uma superfície total de 97.72 km², da qual 97.45 km² correspondem a terra firme e (0.28%) 0.27 km² é água.

## Demografia
Segundo o censo de 2010, tinha 2.912 habitantes residindo no município de Jefferson. A densidade populacional era de 29,8 hab./km². Dos 2.912 habitantes, o município de Jefferson estava composto pelo 96.12% brancos, o 0.79% eram afroamericanos, o 0.24% eram amerindios, o 0.89% eram asiáticos, o 0.17% eram insulares do Pacífico, o 0.17% eram de outras raças e o 1.61% pertenciam a dois ou mais raças. Do total da população o 0.96% eram hispanos ou latinos de qualquer raça.